# 泉大津市の地名
- 大阪府 > 泉大津市 > 地名

泉大津市の地名では、大阪府泉大津市内に存在する町名を一覧にして記す。

## 現行の町名
まず市内の現行の町丁・大字を五十音順に列挙する。

### あ行
- 青葉町
- 旭町
- 穴田
- 我孫子
- 我孫子1 - 2丁目
- 綾井
- 池浦
- 池浦町1 - 5丁目
- 池園町
- 板原
- 板原町1 - 5丁目
- 上之町
- 宇多
- 戎町
- 尾井千原
- 尾井千原町
- 小津島町

### か行
- 春日町
- 要池住宅
- 河原町
- 北豊中町1 - 3丁目
- 楠町西
- 楠町東
- 下条
- 下条町
- 寿町
- 小松町

### さ行
- 汐見町
- 式内町
- 下之町
- 東雲町
- 清水町
- 条南町
- 昭和町
- 新港町
- 神明町
- 末広町1 - 2丁目
- 菅原町
- 助松団地
- 助松町1 - 4丁目
- 曽根町1 - 3丁目

### た行
- 高津町
- 田中町
- 千原町1 - 2丁目
- 豊中
- 豊中町1 - 3丁目

### な行
- なぎさ町
- 西港町

### は行
- 東助松町1 - 4丁目
- 東豊中町1 - 3丁目
- 東港町
- 二田町1 - 3丁目[注 1]
- 本町

### ま行
- 松之浜町1 - 2丁目
- 宮町
- 虫取
- 虫取町1 - 2丁目
- 森
- 森町1 - 2丁目

### や行・ら行・わ行
- 夕凪町
- 臨海町1 - 3丁目
- 若宮町

## 地名の変遷
括弧内は大字の場合は旧自治体名、数字の場合は成立日もしくは廃止・変更日、町名の場合は旧町名である。

### 成立当初の地名
同市は1942年4月1日、泉北郡大津町に市制がしかれることによって成立した。
成立当時は町制時の大字を継承した以下の大字が編成されていた。
- 下条（1928年4月1日下条大津より改称）
- 宇多（1928年4月1日宇多大津より改称）
- 尾井千原（旧上条村）
- 千原（旧上条村、1973年廃止）
- 綾井（旧上条村）
- 二田（旧上条村、1971年廃止）
- 北曽根（旧上条村、1973年廃止）
- 南曽根（旧上条村、1971年廃止）
- 助松（旧上条村、2001年廃止）
- 森（旧上条村）
- 豊中（旧穴師村）
- 板原（旧穴師村）
- 宮（旧穴師村、廃止時期不明）
- 穴田（旧穴師村）
- 池浦（旧穴師村）
- 虫取（旧穴師村）
- 我孫子（旧穴師村）

### 町名の設置
1944年5月1日から町名の設置が実施され、現在までに以下の町名が設置されている。以下発足年別に列挙する。
 1944年（昭和19年） 
- 田中町（5月1日、下条）
- 若宮町（5月1日、下条）
- 東雲町（5月1日、下条）
- 旭町（5月1日、下条・虫取・池浦・我孫子）
- 春日町（5月1日、下条）
- 小松町（5月1日、下条）
- 菅原町（5月1日、下条）
- 本町（5月1日、下条）
- 神明町（5月1日、下条）
- 東港町（5月1日、下条）
- 昭和町（5月1日、下条）
- 戎町（5月1日、宇多・下条）
- 上之町（5月1日、宇多）
- 高津町（5月1日、宇多）
- 式内町（5月1日、宇多）
- 清水町（5月1日、宇多）
- 下之町（5月1日、宇多）
- 西港町（5月1日、宇多）
- 河原町（5月1日、宇多）
- 汐見町（5月1日、宇多）
- 青葉町（5月1日、宇多）
- 寿町（成立日不明、宮・南曽根[注 2]、1971年廃止）

 1960年（昭和35年） 
- 松之浜町1 - 2丁目[注 3]（10月1日、助松・二田・春日町・下条、はじめ丁目を編成せず、1968年11月1日より1 - 2丁目を設置）

 1968年（昭和43年） 
- 助松町1 - 4丁目（11月1日、助松、はじめ1 - 3丁目を編成、2001年11月4日に臨海町1 - 3丁目・助松町1 - 3丁目の各一部より4丁目が成立）
- 臨海町1 - 3丁目（12月18日、埋立地）

 1971年（昭和46年） 
- 新港町（1月1日、埋立地）
- 曽根町1 - 3丁目（9月1日、南曽根・北曽根・森・二田）
- 二田町1 - 3丁目（9月1日、二田・助松）
- 条南町（9月1日、二田・助松）
- 池園町（9月1日、森・助松・北曽根）
- 寿町（9月1日、寿町・池浦・南曽根・宮）
- 宮町（9月1日、宮・南曽根・池浦）

 1973年（昭和48年） 
- 東助松町1 - 4丁目（2月1日、助松）
- 森町1 - 2丁目（2月1日、森・千原・北曽根）
- 千原町1 - 2丁目（2月1日、千原・尾井千原・森）
- 助松団地（2月1日、森・千原）

 1976年（昭和51年） 　　　
- 池浦町1 - 5丁目（5月1日、池浦・虫取・我孫子・豊中・宮・下条）
- 下条町（5月1日、下条・池浦・宮・我孫子）

 1979年（昭和54年） 
- 小津島町（4月1日、埋立地）

 1981年（昭和56年） 
- 北豊中町1 - 3丁目（11月1日、豊中）

 1982年（昭和57年） 
- 東豊中町1 - 3丁目（12月1日、豊中・池浦・穴田）

 1984年（昭和59年） 
- 末広町1 - 2丁目（3月20日、森・尾井千原）
- 尾井千原町（3月20日、尾井千原）

 1993年（平成5年） 
- 豊中町1 - 3丁目（11月1日、豊中・我孫子・穴田・池浦）

 1995年（平成7年） 
- なぎさ町（11月1日、埋立地）

 1997年（平成9年） 
- 虫取町1 - 2丁目（5月15日、虫取・宇多・下条・池浦・我孫子・板原）

 1998年（平成10年） 
- 我孫子1 - 2丁目（11月1日、我孫子・池浦・虫取）
- 楠町西（11月1日、虫取・我孫子）

 2000年（平成12年） 
- 要池住宅（12月3日、池浦）

 2001年（平成13年） 
- 楠町東（11月4日、我孫子・宇多）

 2003年（平成15年） 
- 板原町1 - 5丁目（2月16日、板原・宇多）

 2005年（平成17年） 
- 夕凪町（4月15日、埋立地）